# Cédric Bardon
Cédric Bardon (ur. 15 października 1976 w Lyonie) – francuski piłkarz, grający na pozycji rozgrywającego lub ofensywnego pomocnika. Jest wychowankiem Olympique Lyon, w którego barwach grał przez sześć lat, ale nigdy nie był pierwszoplanową postacią w klubie. Od 1998 do 2005 roku występował w Stade Rennais FC oraz we francuskich zespołach drugoligowych. Od 2005 roku do 2008 roku był zawodnikiem Lewskiego Sofia. Na koniec sezonu 2005–2006 zdobył z nim mistrzostwo Bułgarii. Następnie odszedł do izraelskiego Bene Jehuda Tel Awiw, a latem 2008 został piłkarzem cypryjskiego Anorthosisu Famagusta.

## Sukcesy piłkarskie
- mistrzostwo Bułgarii 2006 oraz ćwierćfinał Pucharu UEFA 2006 z Lewskim Sofia